# Gewehr 41

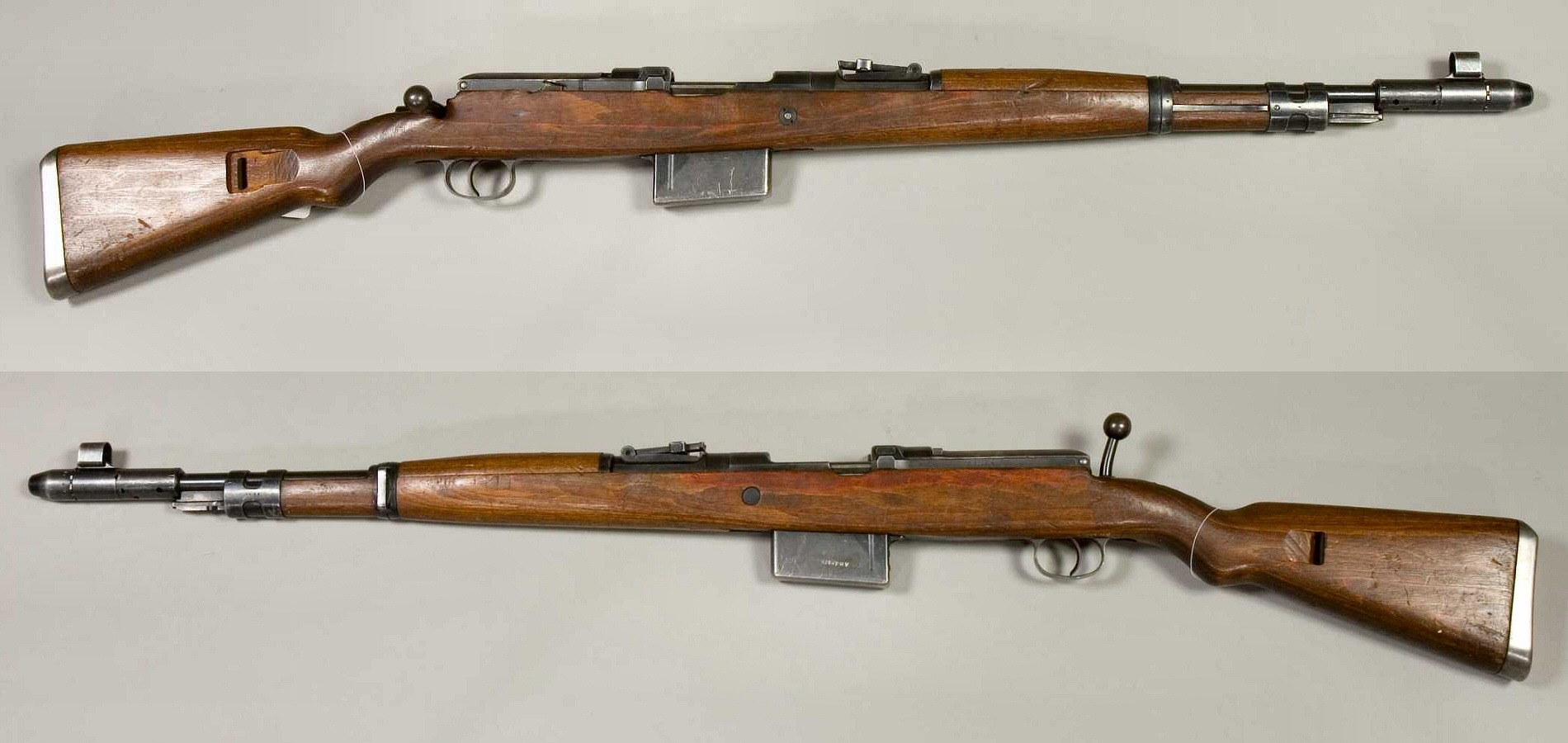
Gewehr 41 (M)

Das Gewehr 41 (G 41) war Deutschlands erster Versuch, für die Wehrmacht ein Selbstladegewehr zu entwickeln und über das Prototypenstadium hinauskommen zu lassen. Die Entwicklungsarbeiten begannen bereits vor 1940.

## Ausschreibung
Da die höheren deutschen Truppenführer und Beschaffungsoffiziere dem Konstruktionselement des angebohrten Laufs nicht trauten (was auch der Grund für die schleppend verlaufenen ersten Testreihen in den 1920er- und 1930er-Jahren gewesen war), machten sie den Konstrukteuren zur Auflage, dass bei dem Selbstladegewehr der Lauf nicht angebohrt sein dürfe. Als weitere Auflagen kamen noch hinzu, dass sich keine beweglichen Teile auf der Waffenoberseite befinden sollten und die Waffe für den Fall eines Aussetzens der Ladeautomatik eine Repetiervorrichtung vorweisen sollte.
Auf die entsprechende Ausschreibung des Waffenamtes wurden von Mauser, Krieghoff, Rheinmetall und Walther Unterlagen eingereicht. Von diesen wurden Mauser und Walther aufgefordert, Prototypen zur Erprobung herzustellen.
So entstanden das Gewehr 41 (M) von Mauser, dem Hersteller des bewährten Karabiners 98k und das Gewehr 41 (W) von Walther. Sie besaßen beide eine Gasentnahme direkt an der Mündung, die das System kompliziert, teuer und anfällig machte. Während das Mauser-System einen Drehriegelverschluss (mit zusätzlichem Kammerstängel, ähnlich dem Karabiner 98k) aufweist, ignorierte Walther einen Teil der Ausschreibungsforderungen und reichte einen Prototyp mit beweglichen äußeren Teilen und ohne Kammerstängel ein.
Das Gassystem bei beiden Waffen bestand aus einem rohrfömigen Gaskolben, der auf dem Lauf vor- und zurückglitt, einer darübergeschobenen Hülse, die mit Entspannungsbohrungen versehen war und gleichzeitig als Kornträger diente, einer konischen Mündungsmutter, die einen kleinen Teil der Gase nach dem Austritt aus der Mündung auf den Gaskolben zurückleitete und einer Stoßstange, die den Impuls auf den Verschlussträger übertrug. Durch das nicht fest auf dem Lauf angebrachte Korn litt die Treffergenauigkeit, besonders bei zunehmendem Verschleiß. Außerdem war das System anfällig gegenüber Verschmutzung, da der Gaskolben sowohl innen gegen den Lauf als auch außen gegen die Hülse Gleitflächen aufwies.
Das Gewicht lag bei etwa 4,6 kg und die Mündungsgeschwindigkeit bei 745 m/s beim Gewehr 41 (W) und 776 m/s beim Gewehr 41 (M) aufgrund des geringfügig längeren Laufes.
Die Gewehre verschossen die Standardpatrone 7,92 × 57 mm. Das Magazin fasste zehn Patronen, war aber fest eingebaut und musste mit zwei Mauser-98-Ladestreifen à fünf Schuss geladen werden, was das Nachladen unter Kampfbedingungen zu einer umständlichen Prozedur machte.
Beide Versionen dieser Waffe waren an der Front nicht besonders beliebt, da sie äußerst anfällig für Staub und schussbedingte Verschmutzung waren. Dennoch wurden sie bis Ende 1943 gefertigt.

## Gewehr 41 (M)
Das Gewehr 41 (M) hatte einen Drehriegelverschluss, der auf dem bewährten 98er-System beruhte. Ebenso wie dieser verriegelte er mit zwei Warzen im Patronenlager. Um die Selbstladefunktion zu ermöglichen, bestand er aus dem drehbaren Verschlusskopf und dem nicht drehbaren Mittelstück sowie dem Kammerstängel mit der Schließfeder. War der Kammerstängel in der Stellung rechts, war die Waffe verriegelt und konnte halbautomatisch geschossen werden. Im Falle einer Funktionsstörung konnte der Kammerstängel wie beim K98 um 90° nach oben gedreht werden. Dadurch wurde die Schließfeder vom Verschlussmittelstück getrennt und eine Aussparung im Kammerstängel griff in den Zapfen des Mittelstücks ein. Nun konnte der Verschluss manuell repetiert werden.
War der Kammerstängel in der rechten Stellung, so wirkte der Zapfen des Mittelstücks auf die im Kammerstängel befindliche Schließfeder. Wurde nun ein Schuss abgegeben, so glitten Gaskolben und die unter dem Lauf befindliche Stoßstange ein kurzes Stück zurück und übertrugen den Impuls auf das Verschlussmittelstück. Dieses glitt weiter zurück und entriegelt den Verschlusskopf durch eine 90°-Linksdrehung. Nun gleiten Mittelstück und Verschlusskopf gemeinsam weiter zurück und spannen die Schließfeder. Dabei wird die leere Patronenhülse ausgeworfen und die Schlagfeder gespannt. Hat der Verschluss seine Endstellung erreicht, so wird er von der Schließfeder wieder nach vorn gedrückt, führt dabei eine neue Patrone aus dem Magazin ins Patronenlager ein, der Verschlusskopf verriegelt durch eine 90°-Rechtsdrehung und die Waffe ist schussbereit.
Das G 41 (M) wurde nur von den Mauserwerken in Oberndorf hergestellt, es wurden nur etwa 12.000 bis 13.000 Stück für Truppenversuche hergestellt.

## Gewehr 41 (W)
Das Gewehr 41 (W) hatte einen Stützklappenverschluss, der weitestgehend dem des sowjetischen lMG DP glich. Im Gegensatz zum Gewehr 41 (M) lag die Stoßstange über dem Lauf und war teils als Blechprägeteil ausgebildet. Die Waffe hat keinen Verschlussdeckel wie das Gewehr 41 (M), sondern der geschmiedete Verschlussträger bildet die obere Abdeckung. Ebenfalls wurde auf einen drehbaren Kammerstängel verzichtet.
Bei der Schussabgabe werden Gase durch den Gaskanal zum Gaskolben geleitet. Dieser gleitet ein kurzes Stück zurück und überträgt den Impuls über die Stößelstange auf den Verschlussträger. Der Verschlussträger gleitet auf dem gefrästen Verschlussrahmen zurück und nimmt dabei über einen Zapfen das Schloss mit. Nach etwa 5 mm Weg läuft dieses auf die Stützklappen auf und zieht sie in den Verschluss zurück. Dadurch wird der Verschluss entriegelt und kann mit dem Verschlussträger zurückgleiten. Dabei komprimiert er die Schließfeder, die leere Patronenhülse wird ausgeworfen und der Schlaghammer gespannt. Hat der Verschlussträger seine Endstellung erreicht, so wird er von der Schließfeder wieder nach vorn gedrückt. Dabei wird eine neue Patrone aus dem Magazin in das Patronenlager eingeführt und die Waffe ist schussbereit. Auf der linken Seite des Verschlussträgers ist der Spannhebel angebracht. Repetiert die Waffe nicht selbsttätig, so kann mit dem Spannhebel in der Art eines Geradzugrepetierers repetiert werden.
Von der Walther-Version wurden, zunächst von Walther in Zella-Mehlis (Code: „ac“), später von der Berlin-Lübecker Maschinenfabrik in Lübeck (Code: „duv“), etwa 115.000–130.000 Exemplare produziert.
Ab 1943 wurde unter dem Eindruck der gemachten Erfahrungen mit dem Walther-Modell das Gewehr 43 entwickelt und zur Frontreife gebracht.